# Radca stanu (powieść)
Radca stanu – powieść detektywistyczna autorstwa Borisa Akunina. Siódma część serii o Eraście Fandorinie.

## Fabuła
Jest rok 1891. W Rosji nasilają się zamachy terrorystyczne, skierowane przeciwko najwyższym urzędnikom państwowym. Szczególnie niebezpieczna jest tzw. „Grupa Bojowa” kierowana przez tajemniczego Grina i wspierana przez jeszcze bardziej tajemniczego „T.G.”. Fandorin wkracza do akcji po tym, jak ucharakteryzowany na niego przestępca morduje syberyjskiego generała-gubernatora.

## Film
W 2005 roku Filip Jankowski nakręcił na podstawie powieści film w gwiazdorskiej obsadzie: 
Oleg Mienszykow (jako Fandorin), Nikita Michałkow (Pożarski), Konstantin Chabienski (Grin).